# Olivaichthys
Olivaichthys (Оліваїхтис) — рід риб родини Діпломистові ряду сомоподібні. Має 3 види. Наукова назва походить від латинського слова oliva, тобто «оливковий», та грецького слова ichthys — «риба».

## Опис
Загальна довжина представників цього роду коливається від 16,8 до 32,4 см. Зовнішністю схожі на представників роду Diplomystes. Цих сомів ріднить також молекулярний аналіз. Голова масивна. Очі великі. Губи товсті, м'ясисті. Щелепи добре розвинені, з сильними зубами. Є 2 пари вусів. Тулуб кремезний, подовжений. Скелет складається з 41—44 хребців. Спинний плавець широкий, з короткою основою та 1 довгим і 1 меншим жорсткими променями (також є 6 м'яких променів), починається навпроти кінця грудних плавців. Грудні плавці помірно витягнуті, розширюються, з короткою основою. Починаються біля зябрових кришок. Жировий плавець невеличкий, округлий. Черевні плавці маленькі. Анальний плавець великий та широкий, складається з 4—5 жорстких та 8—11 м'яких променів. Хвостовий плавець подовжений, з невеличким вирізом, лопаті доволі широкі.
Забарвлення сіро-зелене, оливкове.

## Спосіб життя
Це демерсальні риби. Віддають перевагу прісним водам. Зустрічаються в гірських річках зі швидкою течією та кам'янисто-піщаним ґрунтом. Активні у присмерку. Живляться водними безхребетними та водоростями.
Нерест відбувається влітку. Самиця відкладає багато ікри. Молодь з'являється в грудні.

## Розповсюдження
Мешкають у водоймах Аргентини — басейнах річок Чубут, Сенгер, Ріо-Негро, Колорадо, Десагуадеро-Саладо.

## Види
- Olivaichthys cuyanus
- Olivaichthys mesembrinus
- Olivaichthys viedmensis